# 레전드 오브 투모로우
《레전드 오브 투모로우》(영어: Legends of Tomorrow)는 2016년부터 2022년까지 방영된 미국의 드라마이다. 애로우: 어둠의 기사와 플래시의 스핀오프 작품이며 애로우버스의 세 번째 드라마 작품이다.